# Studio Ponoc
Studio Ponoc (яп. 株式会社スタジオポノック Кабусики-гайся Сутадзио Понокку) — японская анимационная студия, находящаяся в городе Мусасино в префектуре Токио. Была основана Ёсиаки Нисимурой в апреле 2015 года. Студия выпустила два полнометражных фильма — «Мэри и ведьмин цветок» (2017) и «Воображаемый друг» (2023).

## Происхождение названия
Название студии происходит от боснийско-хорватско-сербского слова «ponoć», буквально означающего «полночь», что также можно перевести более поэтично как «начало нового дня» или «приход нового дня».

## История
Ёсиаки Нисимура, продюсер, ранее работавший в студии Ghibli, а также несколько аниматоров, тоже ранее там работавших, основали новую студию Studio Ponoc 15 апреля 2015 года.
Во время летней кампании 2015 года студия работала над короткометражкой «Летний поезд» по заказу JR West.
Первый полнометражный анимационный фильм студии «Мэри и ведьмин цветок» был выпущен в 2017 году. Фильм основан на детском романе Мэри Стюарт «Маленькая метла». Ещё несколько бывших сотрудников студии Ghibli присоединились к Ponoc для работы над этим фильмом.
В 2018 году Studio Ponoc выпустила аниме-киноальманах из трёх частей «Маленькие герои: крабы, яйцо и невидимка». Релиз «Маленьких героев» состоялся в Японии 24 августа 2018 года. Изначально киноальманах должен был состоять не из трёх, а из четырёх частей, режиссёром четвёртой части должен был стать легендарный Исао Такахата, однако он умер 5 апреля 2018 года, поэтому пришлось ограничиться лишь тремя частями.
В 2021 году у студии вышла короткометражная работа «Завтрашние листья», посвящённая Олимпийским играм в Токио-2020. Данный проект был выполнен по заказу Олимпийского Фонда Культуры. Премьера аниме состоялась на международном фестивале анимационных фильмов в Анси 14 июня 2021 года.
На 2022 год был анонсирован выход второго полнометражного анимационного фильма студии под названием «Воображаемый друг», являющегося экранизацией одноимённого романа А. Ф. Харрольда 2014 года с иллюстрациями Эмили Граветт. 8 декабря 2021 года был выпущен первый тизер-трейлер предстоящего аниме. Премьера фильма была отложена и состоялась в Японии 15 декабря 2023 года. В январе 2024 года стриминговый сервис Netflix приобрел права на трансляцию «Воображаемого друга» и выпустил его по всему миру 5 июля того же года. Также были приобретены права на трансляцию будущих полнометражных проектов Studio Ponoc.
В начале 2024 года студия выпустила короткометражнаю работу «Карусельные лошади» по заказу японского парка развлечений Fuji-Q Highland.

## Работы

### Полнометражные фильмы
- «Мэри и ведьмин цветок» (яп. メアリと魔女の花 Мэари то мадзё но хана) (2017, режиссёр — Хиромаса Ёнэбаяси)
- «Воображаемый друг» (яп. 屋根裏のラジャー Янэура но радзя:) (2023, режиссёр — Ёсиюки Момосэ[англ.])

### Короткометражные фильмы
- Маленькие герои: крабы, яйцо и невидимка[англ.] (яп. ちいさな英雄－カニとタマゴと透明人間－ ти:сана эию: кани то тамаго то то:мэй нингэн) (2018)
  - Краб и Крабушек (яп. カニーニとカニーノ кани:ни то кани:но) (режиссёр — Хиромаса Ёнэбаяси)
  - Яйцо-самурай (яп. サムライエッグ самурай эггу) (режиссёр — Ёсиюки Момосэ)
  - Невидимка (яп. 透明人間 то:мэй нингэн) (режиссёр — Акихико Ямасита)

### Рекламные ролики
- «Летний поезд» (Summer Train) — реклама JR West (2015)
- «Завтрашние листья»[англ.] (Tomorrow's Leaves) — реклама Летних Олимпийских игр в Токио (2021)
- «Карусельные лошади» (Carousel Horses) — реклама Fuji-Q Highland[англ.] (2024)
- «К 50-летию Кики и Лалы» (Kiki & Lala's 50th Birthday) — реклама Sanrio Puroland[англ.] (2025)
- «К 100-летию Микки Мауса» (Mickey's 100th Birthday) — реклама Tokyo Disney Resort[англ.] (2028)